# جامعة أيلز العالمية
جامعة أيلز إنترناشيونال - الاتحاد الأوروبي هي مؤسسة تعليمية عالمية متخصصة في برامج التعليم المفتوح عالمياً وتهدف إلى مساعدة الطلاب بكافة دول العالم للحصول على درجاتهم الأكاديمية بطريقة أكثر كفاءة على المستوى العالمي من خلال فتح برامج أكاديمية جامعية عالية المستوى والكفاءة ومنها برنامج التعليم المفتوح (Open Learning Program ) وحسب اللوائح والتعليمات الصادرة عن الجامعة. جامعة ايلز انترناشيونال (الاتحاد الأوروبي) هي جامعة تعليمية أكاديمية تأسست عام 1995وهي جامعة ليست ربحية ولديها أيضا كلية خدمة مجتمع وتعليم مستمر تهتم بشكل خاص باعمال الأبحاث العلمية الأكاديمية الرائدة ومساعدة المؤسسات التعليمية وللجامعة مكاتب معتمدة رسميا في بريطانيا وأيرلندا وماليزيا وبلجيكا.